# Gorzupia Dolna
Gorzupia Dolna – wieś w Polsce, położona w województwie lubuskim, w powiecie żagańskim, w gminie Żagań, nad rzeką Bóbr.
W latach 1975–1998 wieś administracyjnie należała do województwa zielonogórskiego.
| SIMC    | Nazwa | Rodzaj     |
| ------- | ----- | ---------- |
| 0917684 | Dybów | przysiółek |

## Zabytki
Do wojewódzkiego rejestru zabytków wpisany jest:
- kościół filialny pod wezwaniem św. Jerzego z XIII w. przebudowany w początku XVI w., murowany z kamienia i cegły otoczony średniowiecznym murem. Na zewnętrznej ścianie kościoła znajduje się osiem płyt nagrobnych (epitafiów), w tym siedem należących do rodziny von Berge a jedna rycerza von Gladiss[7].

inne zabytki:
- kaplica nagrobna z XVIII wieku.

## Demografia
Liczba mieszkańców miejscowości w poszczególnych latach:
| Rok  | Ilość mieszkańców |
| ---- | ----------------- |
| 1998 | 192               |
| 2002 | 190               |
| 2009 | 164               |
| 2011 | 166               |
| 2021 | 158               |